# Elen
Elen (Limburgs: Ieële) is een dorp in de Belgische provincie Limburg en een deelgemeente van Dilsen-Stokkem, het was een zelfstandige gemeente tot aan de gemeentelijke herindeling van 1971. Elen ligt in het oosten van de provincie, tegen de Nederlandse grens en de rivier de Maas.

## Naam
Het dorp wordt voor het eerst vermeld in het jaar 1150 als Hellini, vervolgens in 1179 als Jelne, in 1229 als Heelne en verder als Eelen en Elen. Hellini zou afgeleid kunnen zijn van Halina, wat 'harde droge grond' betekent, of van Aljo(n) (woning van Allio(n).)

## Geschiedenis
De aanwezigheid van enkele prehistorische gebruiksvoorwerpen uit de steen- en bronstijd wijst erop dat deze plaats al zeer vroeg door mensen werd bewoond.

### Middeleeuwen
Het ontstaan van Elen als parochie dateert uit de tijd van Karel de Grote. Adalardus, kleinzoon van Karel Martel en neef van Karel de Grote, trad rond 773 in in de Abdij van Corbie in Noord-Frankrijk en schonk haar het domein Elen (9e eeuw). De abt van Corbie werd daarmee heer van Elen.

### Nieuwe tijd
In 1558 stond de abdij haar goederen en erfpacht af aan Godfried van Bocholt, heer van Grevenbroek. De heren van Bocholt ruilden in 1612 hun heerlijkheid met de prins-bisschop van Luik voor de heerlijkheid Grenville.
In 1741 werd Elen door de prins-bisschop geschonken aan baron Thomas van der Marck, eigenaar van Kasteel Sipernau. Het gehucht Vissersweert behoorde vanaf de Franse tijd van 1803 tot 1821 aan Elen, maar kwam in 1839 aan Roosteren.

## Demografische ontwikkeling
- Bronnen:NIS, Opm:1831 tot en met 1970=volkstellingen

## Bezienswaardigheden
- De stellingmolen De Hoop, gebouwd in 1870. Ze geldt als een van de mooiste stellingmolens in Vlaanderen.
- Het Kasteel Sipernau waarvan het domein dateert uit de 8e eeuw, was een leen van het Graafschap Loon (Prinsbisdom Luik) sinds de 9e eeuw.
- De Sint-Pieterskerk.
- De pastorie uit 1784
- Vierkantshoeve "Het Lemke", gebouwd door Coen Coenen in 1718. Boerenburgershuis met aansluitend poortgebouw en dienstgebouwen rondom het erf. Het Lemke is een vroeg-18de-eeuws dubbelhuis van vijf traveeën en oorspronkelijk één, thans twee bouwlagen. Boven de deur een gevelsteen met de voorstelling van het Lam Gods (Lemke betekent: "Lammetje") en de datering 1718. Hier vergaderde de Elense schepenbank.
- Geboorteboerderij van Joseph Coenen, uit 1778, Zandstraat 18 (hoek Kromstraat)
- Voormalige brouwerij, uit 1776, aan Bergerkampstraat 15
- Kapel Onze-Lieve-Vrouw van Rust, nabij Zonnestraat 39

## Galerij

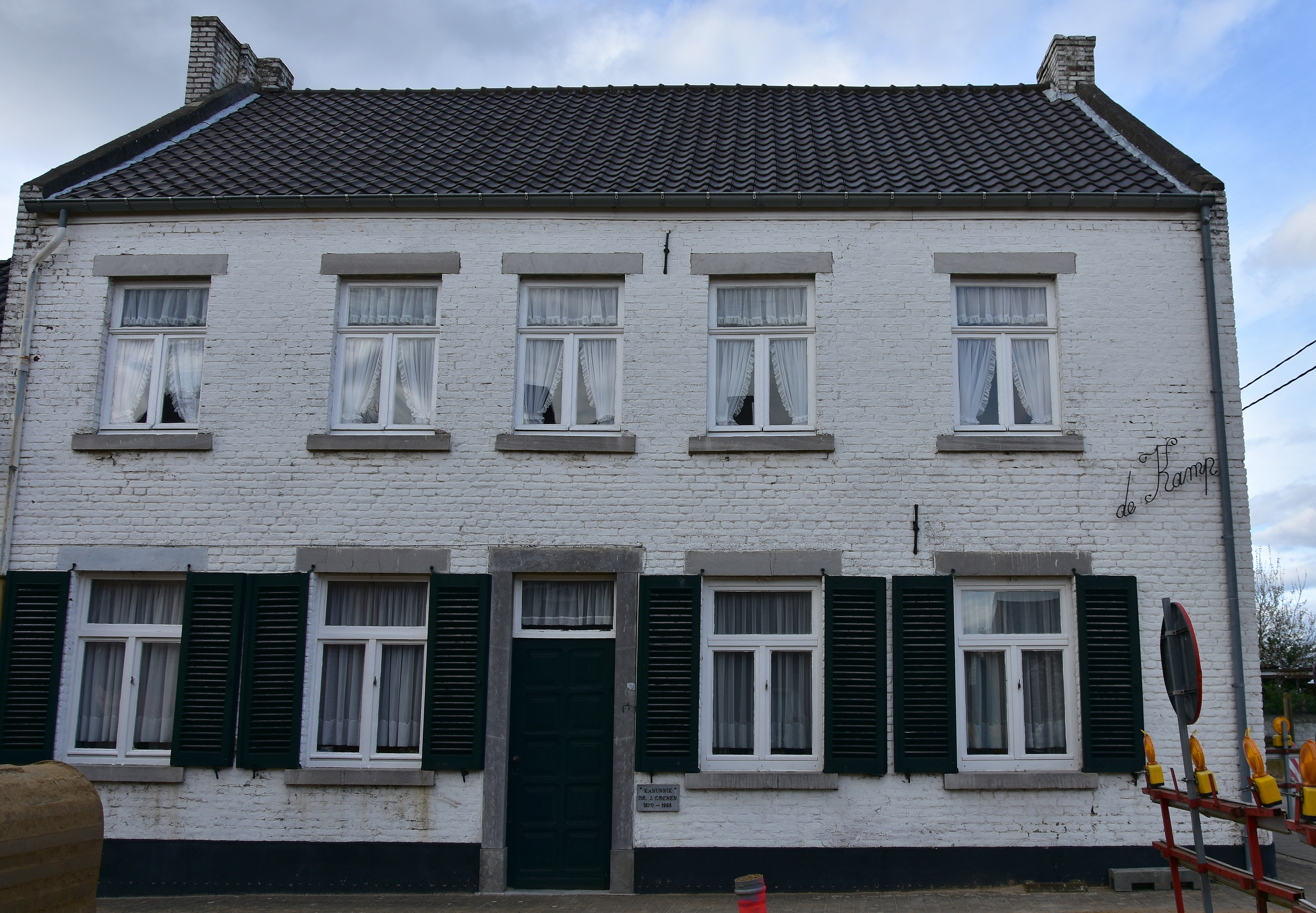
Het geboortehuis van kanunnik Joseph Coenen
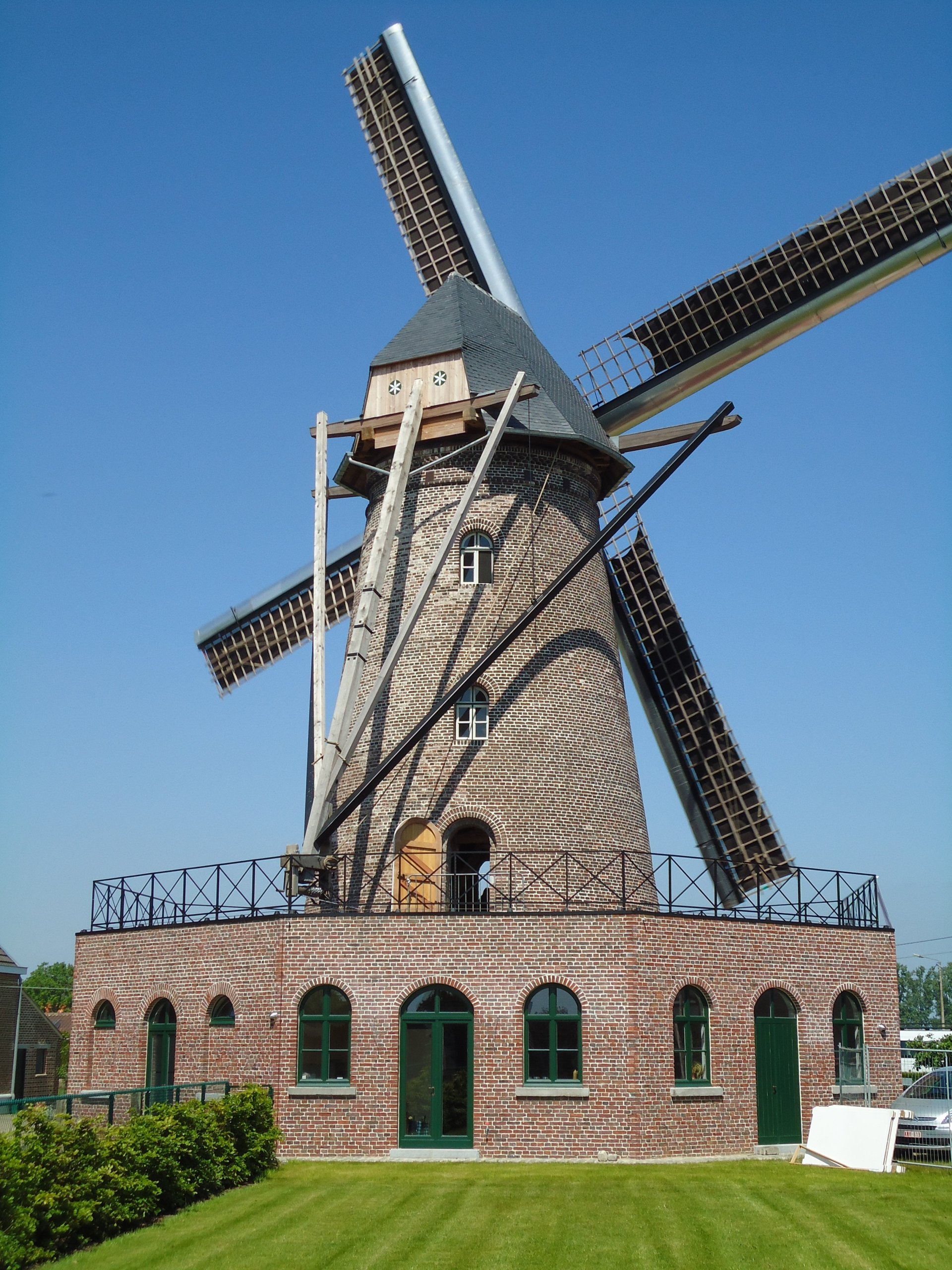
Stellingmolen De Hoop
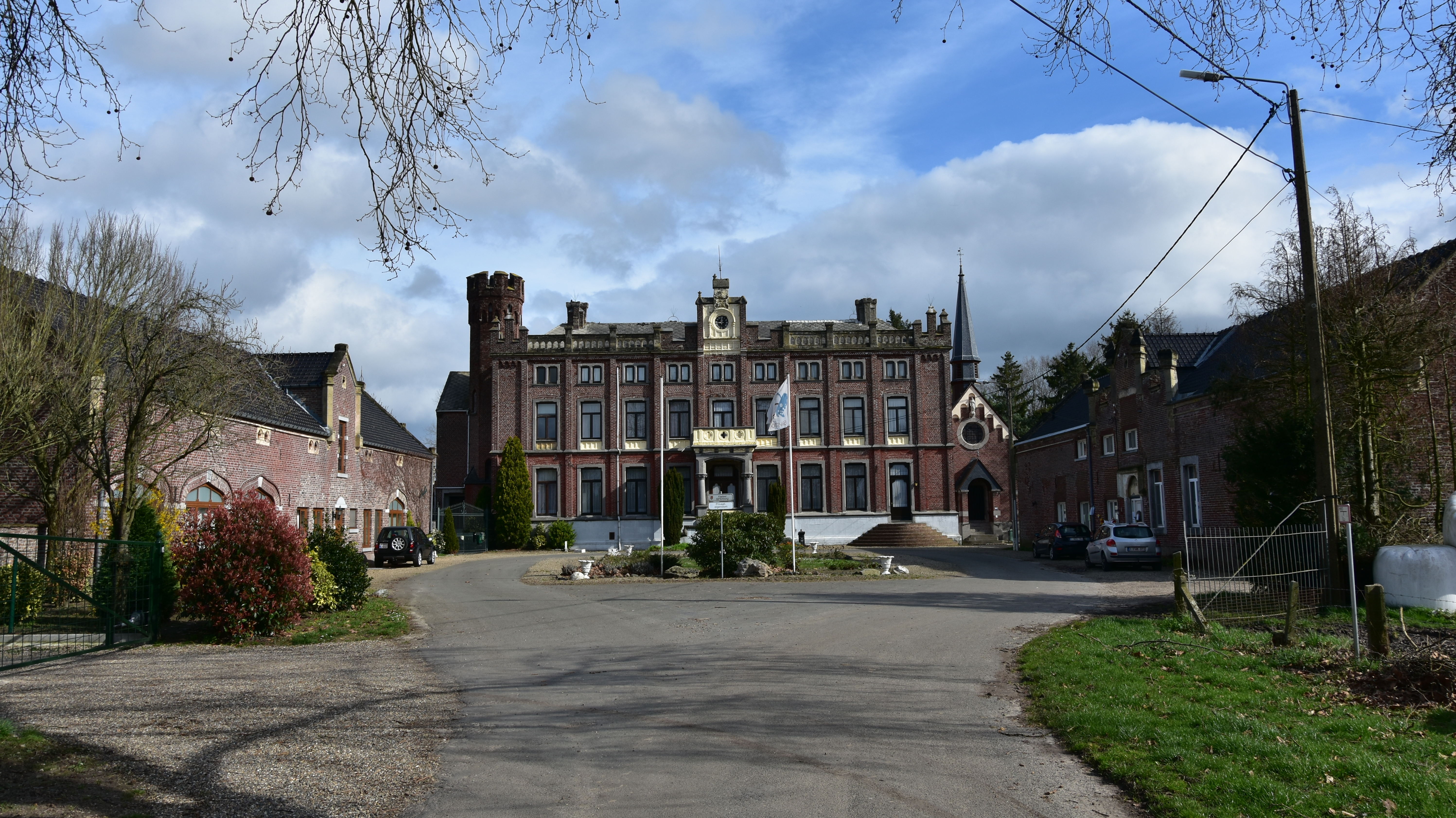
Kasteel Sipernau
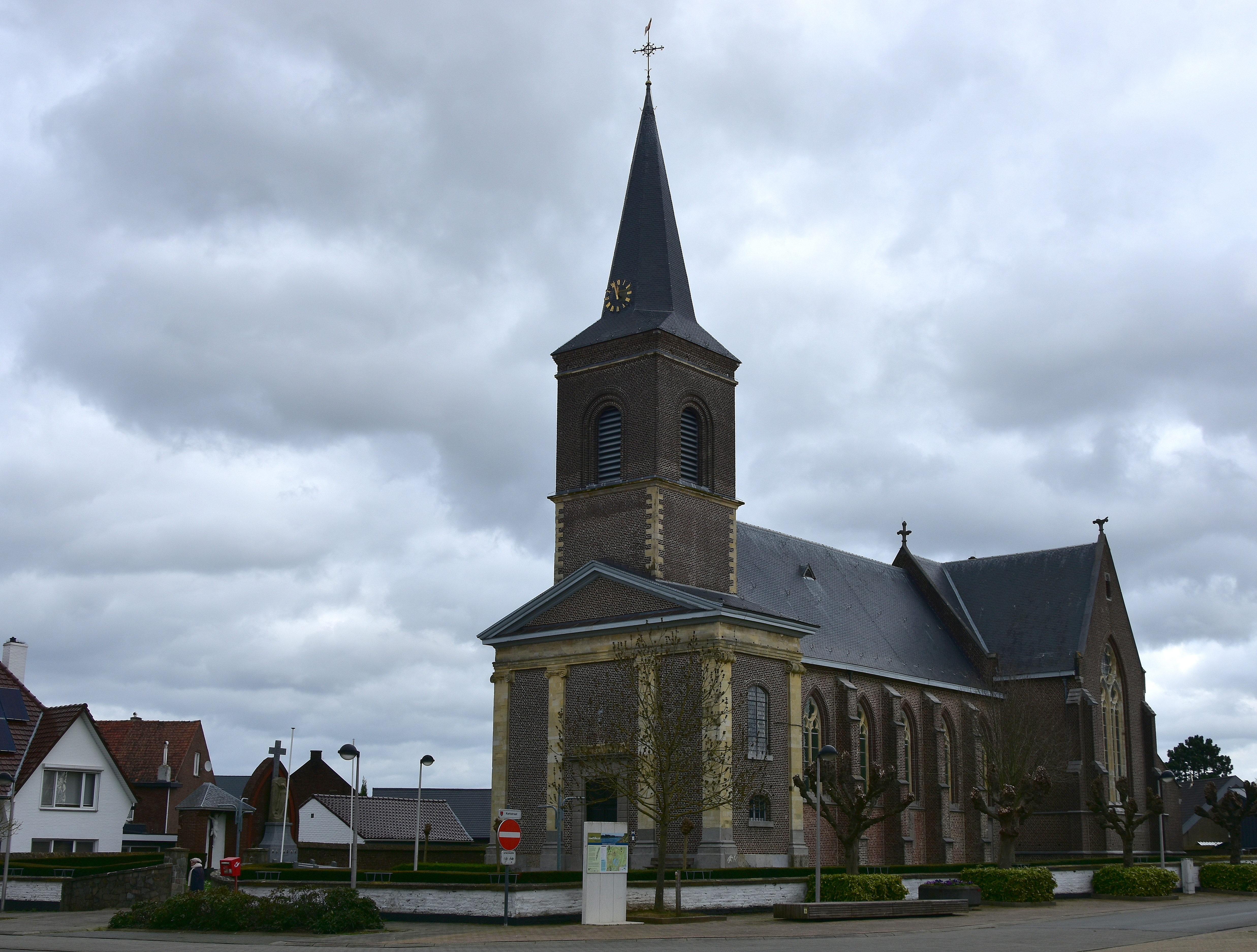
De Sint-Pieterskerk
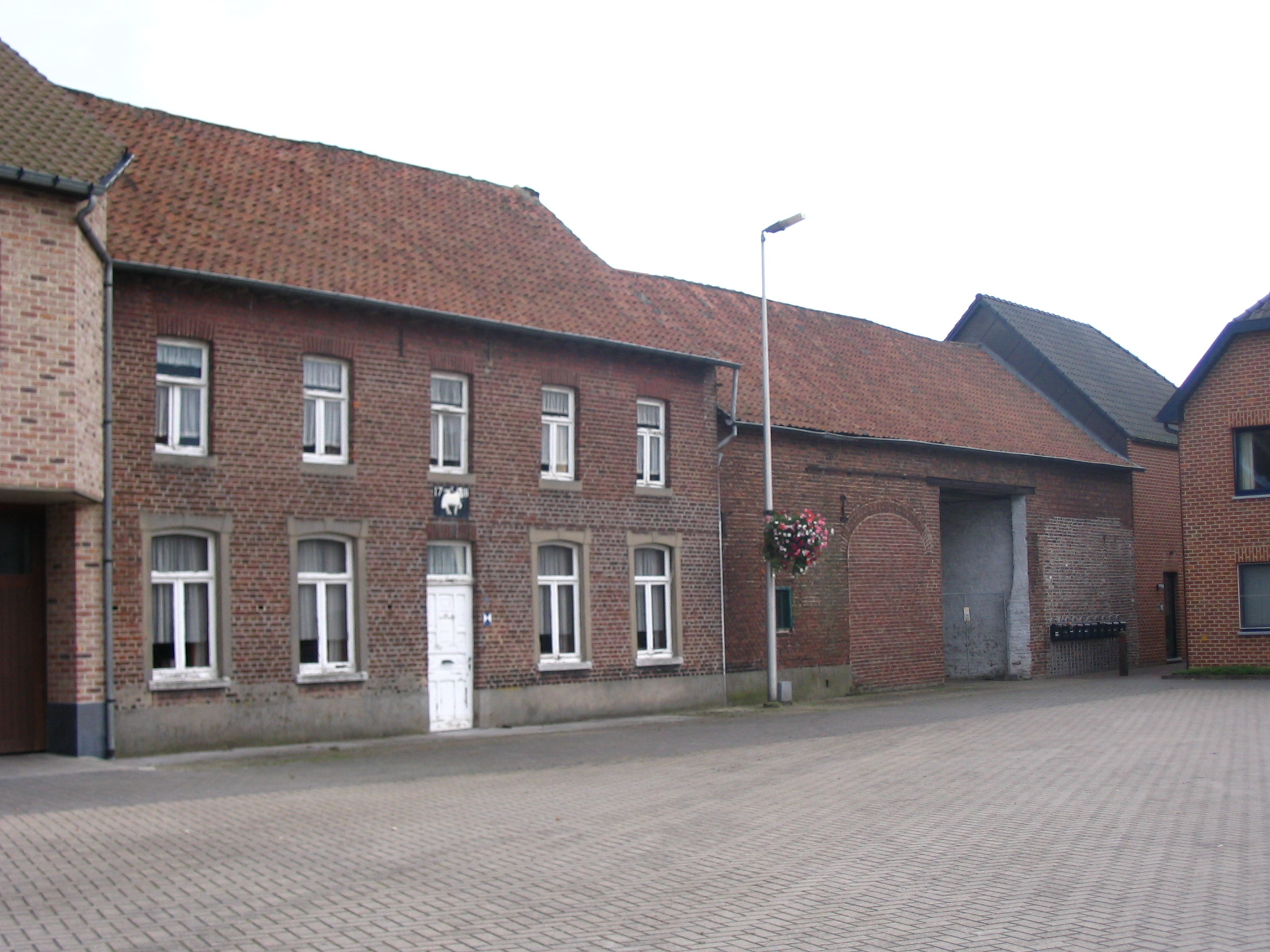
Vierkantshoeve "Het Lemke"

## Natuur en landschap
Elen ligt op de grens van de Maasvallei in het oosten, en een hoger gelegen heidegebied in het westen. Het dorp zelf ligt op ongeveer 35 m hoogte. Het heidegebied is ontstaan uit het Ledebos of Drie Bankenbos, een uitgestrekt bosgebied dat tot diverse omliggende dorpen behoorde. De Maas, die vroeger meer naar het westen liep, werd door dijken in bedwang gehouden. Zo werd de Pastoorsdijk aangelegd in het midden van de 18de eeuw en in 1995 nog versterkt.
In de Maasvallei werden in de tweede helft van de 20ste eeuw grindwinningswerkzaamheden uitgevoerd, waartoe grote plassen ontstonden. De Bichterweerd, ten zuiden van Elen, werd omgevormd tot natuurgebied. Eveneens door menselijke activiteit, namelijk turfwinning, ontstond het natuurgebied De Broeken, ten westen van Elen. Verder nog naar het westen bevindt zich de Zuid-Willemsvaart met westelijk daarvan het Bergerven, ook door grindwinning ontstaan, aan de rand van het Kempens Plateau.

### Ontgrinding van de Elerweerd
Anno 2021 is de ontgrinding van de Elerweerd in volle gang. Men schat de opbrengst op 18,5 miljoen ton waarbij 0,88 euro per ton grind naar de gemeentes Dilsen-Stokkem en Maaseik vloeit. Twee derde gaat naar Dilsen-Stokkem en de overige een derde naar Maaseik. Jaarlijks betekent dat een opbrengst van 720.000 euro voor Dilsen-Stokkem en 360.000 euro voor Maaseik.

## Bekende Elenaren
- Theodoor Olislagers de Sipernau was van 1830 tot 1836 lid van het Nationaal Congres en zodoende een van de grondleggers van België.
- Joseph Coenen (1870-1958) was kanunnik, heemkundige, geschiedkundige en genealoog.

## Trivia
VRT-journalist Gust Aerts (overleden in 2017) is geboren en getogen in Elen. Hij was eindredacteur van Het Journaal op één.

## Nabijgelegen kernen
Rotem, Heppeneert, Maaseik, Neeroeteren